# Matilde de Áustria-Teschen
Matilde Maria Aldegundes Alexandra de Áustria-Teschen (em alemão: Mathilde Marie Adelgunde Alexandra von Österreich-Teschen; Viena, 25 de janeiro de 1849 - Viena, 6 de junho de 1867), foi arquiduquesa da Áustria por nascimento.

## Biografia

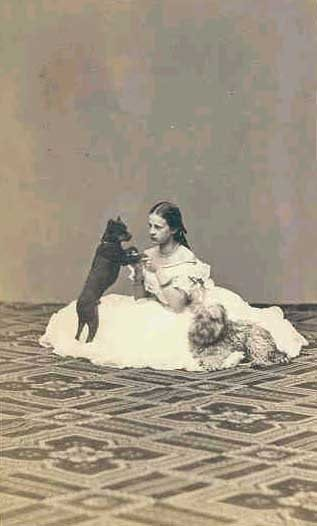
Matilde durante sua adolescência.

### Família
Matilde era filha de Alberto Frederico de Áustria-Teschen, arquiduque da Áustria e duque de Teschen; e de Hildegarda de Wittelsbach, princesa da Baviera. Seus avós paternos foram o arquiduque Carlos de Áustria-Teschen e a princesa Henriqueta de Nassau-Weilburg; e seus avós maternos foram o rei Luís I da Baviera e Teresa de Saxe-Hildburghausen.
Sua família era íntima de Francisco José I da Áustria e de sua esposa, Sissi (que tinha grande amizade pela arquiduquesa Hildegarda, sua prima-irmã), e possuía aposentos próprios no Palácio Imperial de Hofburg.
Uma de suas grandes amigas foi a arquiduquesa Maria Teresa de Áustria-Este, filha de Fernando Carlos de Áustria-Este e enteada de seu tio paterno, o arquiduque Carlos Fernando de Áustria-Teschen. Maria Teresa foi a última rainha da Baviera, pelo seu casamento com Luís III, e pretendente jacobita aos tronos da Inglaterra e Escócia, como herdeira de seu tio, o grão-duque Francisco V de Módena.
Em 1864, durante uma viagem a Munique para os funerais de seu irmão, o rei Maximiliano II da Baviera, a princesa Hildegarda contrai uma infecção pulmonar que evolui para uma pleurite. Hildegarda morre em poucos dias e Matilde fica órfã de mãe aos quinze anos de idade.

### Negociações de casamento
Um primo distante de Matilde, o arquiduque Luís Salvador de Áustria-Toscana, príncipe da Toscana e representante do ramo italiano dos Habsburgo, apaixonou-se por ela e planejou pedir-lhe em casamento, o que não se concretizou. A arquiduquesa estava destinada a tornar-se rainha da Itália, como esposa do futuro Humberto I. O matrimônio teria o objetivo de melhorar as tensas relações entre o Império Austro-Húngaro e o jovem reino, responsável pela perda das possessões austríacas na Península Itálica.

### Morte
Matilde morreu de forma trágica no Palácio Hetzendorf, residência vienense da imperatriz Sissi, em 6 de junho de 1867. Naquela noite, Matilde usava um vestido de tule, com o qual iria ao teatro. Pouco antes de sair do palácio, a arquiduquesa resolveu fumar um cigarro, prática que já havia sido proibida por seu pai. Com a aproximação repentina de Alberto Frederico, Matilde tentou esconder o cigarro, colocando suas mãos para trás. O contato do cigarro aceso com o tule que recobria seu vestido e a glicerina utilizada para engomá-lo provocou uma combustão rápida e de difícil controle, causando queimaduras de segundo e terceiro graus em seu corpo. A morte de Matilde, aos dezoito anos de idade, foi testemunhada por toda sua família.
A arquiduquesa foi sepultada na Cripta Imperial de Viena, ao lado de sua mãe e de seu irmão Carlos.

## Nota
- Este artigo foi elaborado a partir tradução do artigo Matilde d'Asburgo-Teschen, da Wikipédia em italiano, que se encontrava nesta versão.